# Выдойник, Михаил Михайлович
Михаил Михайлович Выдойник (укр. Михайло Михайлович Видойник; род. 1 июня 1978, Бережаны) — украинский дипломат. Чрезвычайный и полномочный посол Украины в Финляндии с 7 апреля 2025 года. Чрезвычайный и полномочный посол Украины в Дании (2018—2023).

## Биография
Родился 1 июня 1978 года в городе Бережаны Тернопольской области. В 2000 году окончил Львовский национальный университет имени Ивана Франко, получил квалификацию специалиста по международным экономическим отношениям, переводчика.
В 2000—2002 годах — специалист первой категории, атташе отдела Центрально-Восточной Европы Третьего территориального управления МИД Украины.
В 2002 году — третий секретарь отдела экономического сотрудничества Управления Европейского Союза МИД Украины.
В 2002—2006 годах — третий секретарь Посольства Украины в Греческой Республике.
В 2006—2007 годах — второй секретарь отдела торгово-экономического и секторального сотрудничества Департамента Европейского Союза МИД Украины.
В 2007—2010 годах — главный консультант, заместитель заведующего отделом обеспечения связей с международными парламентскими организациями Управления обеспечения межпарламентских связей Аппарата Верховной Рады Украины.
В 2010—2015 годах — первый секретарь, советник отдела по экономическим вопросам Посольства Украины в Республике Польша.
С февраля по май 2015 года — первый заместитель директора Департамента международного сотрудничества Секретариата Кабинета министров Украины.
С мая 2015 по декабрь 2016 года — директор Департамента международного сотрудничества и протокола Секретариата Кабинета министров Украины.
С декабря 2016 по август 2018 года — директор Департамента по вопросам международного сотрудничества Секретариата Кабинета министров Украины.
С 25 июня 2018 по 27 октября 2023 года — чрезвычайный и полномочный посол Украины в Королевстве Дания.
С 7 апреля 2025 года — чрезвычайный и полномочный посол Украины в Финляндской Республике.

## Дипломатический ранг
- Чрезвычайный и полномочный посланник второго класса (2022)[6]